# 尾竹竹坡
尾竹 竹坡（OTAKE Chikuha、おたけ ちくは、明治11年（1878年）1月11日 - 昭和11年（1936年）6月2日）、は、明治から昭和期の浮世絵師、日本画家。いわゆる尾竹三兄弟の一人で、尾竹越堂は兄、尾竹国観は弟。

## 経歴
明治11年（1878年）1月12日、現在の新潟市に生まれる。本名は染吉。父は尾竹倉松。4歳で南宗派の笹田雲石に学び、竹坡の雅号を受ける。竹翁とも号す。5歳の時には襖絵などを描き、6歳の頃には花鳥画を器用な筆捌で描き上げ、神童と言われたという。また10歳の頃から絵をもって家計を助けたともいわれる。明治24年（1891年）富山に移り、兄・国一（越堂）とともに生活のために売薬版画の下絵や新聞『富山日報』挿絵を描く。主に役者絵や福絵を手がける。弟・国観が『小国民』の全国児童画の一等賞を得たことを縁に、富山から同誌に挿絵を送るようになる。
明治29年（1896年）2月に国観とともに上京して川端玉章に入門。日本絵画協会・日本美術院連合絵画共進会等で受賞を重ね、人気が高まる。当時、横山大観ら東京美術学校出身作家の作品の売価が100円から200円だった時代に500円の高値で売れ、これに気を良くした二人は腕力に任せて暴走する傾向も見られた。また小堀鞆音、梶田半古に師事して大和絵を学んだともいわれる。明治37年（1904年）に国画会で戦争展覧会を開いて盛況、明治38年（1905年）には若手作家を糾合して大同画会を発足させ、国画玉成会へ合流する。玉成会の一員として文展に出品することになり、今村紫紅、安田靫彦らと五浦研究所に逗留し、明治40年（1907年）の第1回文展入選作「羅睺羅」を描く。
ところが、明治41年（1908年）10月岡倉覚三（天心）と玉成会の審査員を選ぶ酒席で岡倉が、当時の人気と業績からすれば後輩に当たる靫彦ら数名の青年を独断で指名しようとしたため、衝突する。憤慨した竹坡は国画玉成会を弟の国観とともに退会し、以後岡倉一派とは袂を分かつことになる。岡倉は尾竹兄弟の才能を認めていたが、彼の考える日本美術の特色、壮麗で優美さを求める高い志を持とうとしない兄弟に不満を持ったとされている。
明治42年（1909年）の第3回文展で『茸狩』（現在行方不明）が三等賞、明治43年（1910年）の『おとづれ』や明治44年（1911年）の『水』が二等賞（最高賞）と注目を浴びるが、台頭してきた学校派との根強い対立や二人の単純で荒削りな性格が災いして、大正2年（1913年）の第7回文展には兄弟そろって落選、同年に兄の越堂、弟の国観と合同展覧会を開く。この文展落選の原因が美術行政制度にあるとして、大正4年（1915年）には衆議院議員に立候補するも落選。このとき生じた多額の負債が、後半生の没落の契機となる。借金返済のため、『波に旭日』ばかりを流れ作業のように描く濫作で自ら画名を落としていく。一方、一連の出来事で竹坡は自らの画業を見つめ直し、新たな画業を模索し、それまで描かなかった実験的な作品を巽画会などで発表する。大正末には未来派に接近、前衛グループ八火会を結成するなど再起を試みた。特にその第1回展では出品作79点中、59点が竹坡作品であり、意気込みのほどが窺える。しかし、八火会も第3回展で終わり、後の帝展では無鑑査になるが振るわず、晩年には目黒雅叙園の装飾を多く手掛けた。昭和11年（1936年）6月2日気管支喘息により歿（58歳）。墓所は谷中霊園。

## 代表作

### 木版画
- 「歌舞伎十八番内」　大判　明治中期　熊本錦広版　富山市売薬資料館所蔵
- 「七福神酒宴之図」　大短冊判　明治中期　小泉重兵衛版　富山市売薬資料館所蔵
- 「お花見」口絵 『文芸倶楽部』第16巻6号 明治43年
- 「姉いもうと」口絵 『文芸倶楽部』第17巻5号 明治44年

### 日本画（肉筆）
| 作品名                       | 技法         | 形状・員数 | 寸法（縦x横cm）   | 所有者                                             | 年代                 | 出品展覧会      | 落款・印章                                          | 備考 |
| ---------------------------- | ------------ | ---------- | ----------------- | -------------------------------------------------- | -------------------- | --------------- | --------------------------------------------------- | ---- |
| 蘭図                         | 紙本墨画     | 1幅        | 107.0x38.0        | 新潟県立近代美術館・万代島美術館                   | 1883年（明治16年）頃 |                 |                                                     |      |
| 七福神図                     | 紙本著色     | 1幅        | 111.0x39.4        | 新潟県立近代美術館・万代島美術館                   | 1890年（明治23年）頃 |                 |                                                     |      |
| 故事人物図                   | 絹本著色     | 1幅        | 199.8x101.5       | クラクフ国立美術館                                 | 1907年（明治40年）頃 |                 | 朱文方印                                            |      |
| おとづれ                     | 紙本着色     | 六曲一双   | 155.0x358.6（各） | 東京国立近代美術館                                 | 1910年（明治43年）   | 第4回文展二等賞 |                                                     |      |
| 太子                         | 紙本著色     | 六曲一双   | 169.4x373.6（各） | 個人                                               | 1911年（明治44年）   | 第11回巽画会展  |                                                     |      |
| 梧桐                         | 紙本着色     | 六曲一双   | 156.0x361.0（各） | 新潟県立近代美術館・万代島美術館（目黒雅叙園旧蔵） | 1911年（明治44年）   | 第5回文展       | 右隻右下に款記「竹坡」/「竹坡」朱文方印             |      |
| 花吹雪                       | 絹本著色     | 1幅        | 167.8x83.5        | 宮城県美術館                                       | 制作年不詳           |                 |                                                     |      |
| 飛鳥桜                       | 絹本著色     | 1幅        | 140.5x205.5       | 雪梁舎美術館寄託                                   | 制作年不詳           |                 |                                                     |      |
| 蜀三顧図                     | 絹本墨画淡彩 | 双幅       | 130.0x49.9（各）  | 泉屋博古館分館                                     | 1912年（明治45年）頃 |                 | 款記「竹坡」/「竹坡」朱文方印                       |      |
| 寿老図                       | 絹本墨画金泥 | 1幅        | 182.9x84.0        | 泉屋博古館分館                                     | 1912年（明治45年）頃 |                 |                                                     |      |
| 獅子図                       | 絹本着色     | 1幅        | 67.2x85.6         | 星野画廊                                           | 明治末期～大正初期   |                 | 無款記/「竹坡」朱文方印                             |      |
| 乳供養                       | 紙本著色     | 六曲一双   | 162.6x371.8（各） | 個人                                               | 1914年（大正3年）頃  | 第14回巽画会    |                                                     |      |
| ゆたかなる国土               | 絹本着色裏箔 | 二曲二双   | 201.0x145.5（各） | 福富太郎コレクション                               | 1916年（大正5年）    |                 |                                                     |      |
| 月の潤い・太陽の熱・星の冷え | 絹本着色     | 3幅対      |                   | 宮城県美術館                                       | 1920年（大正9年）    | 第1回八火社展   |                                                     |      |
| 火精                         | 絹本着色     | 1幅        | 123.5x40.5        | 東京国立近代美術館                                 | 1920年（大正9年）    | 第1回八火社展   |                                                     |      |
| 風精                         | 絹本着色     | 1幅        | 123.5x40.5        | 東京国立近代美術館                                 | 1920年（大正9年）    | 第1回八火社展   |                                                     |      |
| 銀河宇宙                     | 絹本着色     | 1幅        | 123.5x40.5        | 東京国立近代美術館                                 | 1920年（大正9年）    | 第1回八火社展   |                                                     |      |
| 宝の番人                     | 絹本着色     | 1幅        | 123.5x40.5        | 東京国立近代美術館                                 | 1920年（大正9年）    | 第1回八火社展   |                                                     |      |
| 流星                         | 絹本着色     | 1幅        | 123.5x40.5        | 東京国立近代美術館                                 | 1920年（大正9年）    | 第1回八火社展   |                                                     |      |
| 天下廻り持                   | 絹本着色     | 1幅        | 123.5x40.5        | 東京国立近代美術館                                 | 1920年（大正9年）    | 第1回八火社展   |                                                     |      |
| 〔失題〕                     | 絹本着色     | 1幅        | 123.5x40.5        | 東京国立近代美術館                                 | 1920年（大正9年）    | 第1回八火社展   |                                                     |      |
| 初夏                         | 絹本著色     | 1面        | 168.0x85.5        | 知足美術館                                         | 1924年（大正13年）   |                 |                                                     |      |
| 大地円（だいちまどかなり）   | 絹本着色     | 三幅対     |                   | 新潟県立近代美術館                                 | 1925年（大正14年）   | 第6回帝展       |                                                     |      |
| 山中の水（紅葉山水）         | 絹本著色     | 1麺        | 80.0x190.3        | 雪梁舎美術館寄託                                   | 1927年（昭和2年）頃  |                 |                                                     |      |
| 屈斜路湖                     | 紙本著色     | 1面        | 33.5x198.0        | 新潟県立近代美術館・万代島美術館                   | 昭和初期             |                 | 款記「竹坡」/「尾竹染吉」白文方印・「竹坡」朱文方印 |      |
| 阿寒原森林                   | 絹本著色     | 1幅        | 255.27x172.72     | ボストン美術館                                     | 1932年（昭和7年）    | 第13回帝展      |                                                     |      |
| 寒山拾得                     | 絹本著色     | 1面        | 188.0x84.5        | 新潟市潟東樋口記念美術館                           | 制作年不詳           |                 |                                                     |      |

## 弟子
- 蕗谷虹児、三枝素光、榛葉龍司、堀田香石、宮田司山、後藤清吉郎

## 子孫
- 孫の尾竹永子はダンスアーティスト。エイコ＆コマとしてニューヨークを拠点に世界中で公演を行う[8]。
- 孫の尾竹由己は東京藝術大学大学院油画を修了しており、現在鎌倉市で美大受験予備校湘南美術学院の学院長である[9]。

## 評価
美術誌『Bien（美庵）』Vol.43（2007年2月25日号、藝術出版社）の巻頭特集「きみは、尾竹三兄弟を知っているか？」にて、尾竹三兄弟の次兄として紹介された。国際浮世絵学会の機関誌『浮世絵芸術』、三兄弟の地元の『新潟日報』や『北日本新聞』でも『Bien（美庵）』の特集を評価。全国に潜在していたファン、コレクター、研究家、美術館、骨董商から注目を集め、全国規模の回顧展を望む声が上がり、現在につながる尾竹兄弟画業を見直すきっかけとなった。2018年2月16日〜3月25日には、富山県水墨美術館で「生誕140年　尾竹竹坡展」が行われ、新発見の作品を含めた作品が並び、改めて竹坡の画業の多様性と確かな画技が示された。

## 市場
竹坡の作品価格は、描き込みのよいものと悪いもので落差が激しいのが特徴である。本文中にある『波に旭日』で、数千円からとなる。